# Superbad
Superbad (Brasil: Superbad - É Hoje / Portugal: Super Baldas) é um filme estadunidense de 2007, uma comédia do diretor Greg Mottola e produzido por Judd Apatow. O filme é estrelado por Jonah Hill e Michael Cera como Seth e Evan, dois adolescentes prestes a se formar no ensino médio. Antes de se formar, os meninos querem festejar e perder a virgindade, mas seu plano é mais difícil do que o esperado. Escrito por Seth Rogen e Evan Goldberg, começaram a trabalhar no roteiro quando ambos tinham treze anos de idade, e completaram o projeto quando tinham 15. Foi vagamente baseado em suas experiências no 12º ano em Vancouver nos anos 90; os personagens principais têm o mesmo nome que os dois escritores. Inicialmente, Rogen também pretendia interpretar Seth, mas devido à idade e tamanho físico, isso mudou, e Hill interpretou Seth, enquanto Rogen interpretou o irresponsável oficial Michaels, ao lado de Bill Hader, o ex-membro do Saturday Night Live, como oficial Slater.
Após o lançamento, o filme recebeu críticas positivas, com os críticos elogiando o diálogo e a química entre os dois protagonistas. O filme também teve sucesso financeiro, arrecadando US$169 milhões com um orçamento de US$ 20 milhões. Desde o lançamento do filme, ele é aclamado como uma das melhores comédias dos anos 2000 e como um dos melhores filmes do ensino médio de todos os tempos.

## Sinopse
Superbad conta a história de Evan (Michael Cera) e Seth (Jonah Hill), dois amigos de infância que estão prestes a se separar para estudarem na faculdade. Tudo gira em torno de um plano: os dois, junto com Foggel (Christopher Mintz-Plasse) e sua falsa carteira de identidade, pretendem comprar ilegalmente bebidas alcoólicas para uma festa, com o intuito de impressionar Jules (Emma Stone) e Becca (Martha MacIsaac), amores platônicos de Seth e Evan, respectivamente. No caminho, se encontram com todo o tipo de confusões, incluindo a eventual amizade entre Foggel e os policiais Michaels (Seth Rogen) e Slater (Bill Hader).

## Elenco
- Jonah Hill como Seth
  - Casey Margolis como jovem Seth
- Michael Cera como Evan
- Christopher Mintz-Plasse como Fogell (McLovin)
- Bill Hader como oficial Slater
- Seth Rogen como oficial Michaels
- Emma Stone como Jules
- Martha MacIsaac como Becca
  - Laura Marano como jovem Becca
- Aviva Baumann como Nicola
- Joe Lo Truglio como Francis
- Kevin Corrigan como Mark
- Dave Franco como Greg
- Laura Seay como Shirley
- Marcella Lentz-Pope como Gaby
- Stacy Edwards como Jane
- David Krumholtz como Benji Austin
- Martin Starr como James Masslin
- Lauren Miller como Scarlett Brighton
- Steve Bannos como professor de matemática
- Ronald Mampusti como Pagaduan
- Carla Gallo como Jacinda
- Clark Duke como adolescente de festa
- Danny McBride como amigo na festa (sem créditos)

## Filmagem
O filme foi filmado principalmente em Los Angeles.
O colégio do ensino médio é na verdade o exterior do El Segundo High School. As cenas do shopping foram filmadas no antigo Fox Hills Mall (que se tornou o Westfield Mall) em Culver City, Califórnia.
Outros locais de filmagens notáveis incluem a loja de conveniência no início do filme, também em Culver City, a loja de bebidas onde "McLovin" é identificada em Glendale, Califórnia, e o bar onde os policiais levam McLovin por uma bebida é vizinha do Aeroporto Internacional de Los Angeles (LAX).
A cena em que McLovin e os policiais fazem rosquinhas no carro da polícia foi filmada em um estacionamento no campus da Universidade do Estado da Califórnia em Northridge.
Mintz-Plasse tinha apenas 17 anos no momento da filmagem de Superbad e, como resultado, sua mãe foi obrigada a estar presente no set durante sua cena de sexo.

## Trilha sonora
Superbad - Original Motion Picture Soundtrack é a trilha sonora do filme de 2007 com o mesmo nome. Foi lançado em 7 de agosto de 2007 pela Lakeshore Records. O álbum apresenta música original de Lyle Workman e Bootsy Collins, realizada por uma reunião da seção de ritmo original da The J.B.'s com Bootsy e Phelps Collins, Clyde Stubblefield e Jabo Starks, e complementada por Bernie Worrell. Também contam com músicas de artistas como Curtis Mayfield e Rick James.

## Lista de faixas
| N.º | Título                                 | Artist(s)                           | Duração |  |
| 1.  | "Super What?"                          | Lyle Workman                        | 4:06    |  |
| 2.  | "Too Hot to Stop"                      | The Bar-Kays                        | 3:29    |  |
| 3.  | "Seth Pulls Into Lot"                  | Lyle Workman                        | 2:38    |  |
| 4.  | "Cops See Fogell's ID/Seth Saves Evan" | Lyle Workman                        | 1:46    |  |
| 5.  | "Do Me"                                | Jean Knight                         | 2:51    |  |
| 6.  | "Flashback Party Weekend"              | Lyle Workman                        | 3:30    |  |
| 7.  | "P.S. I Love You"                      | Curtis Mayfield                     | 3:56    |  |
| 8.  | "Evan Runs"                            | Lyle Workman                        | 1:47    |  |
| 9.  | "Sleeping Bags"                        | Lyle Workman                        | 3:26    |  |
| 10. | "Like A Pimp"                          | Lyle Workman                        | 2:05    |  |
| 11. | "Here I Come"                          | The Roots feat. Malik B. & Dice Raw | 4:12    |  |
| 12. | "Seth Runs on Track"                   | Lyle Workman                        | 1:09    |  |
| 13. | "Bustin' Out (On Funk)"                | Rick James                          | 5:20    |  |
| 14. | "Evan's Basement Jam"                  | Lyle Workman                        | 3:33    |  |
| 15. | "Roda"                                 | Sérgio Mendes & Brasil '66          | 2:24    |  |
| 16. | "Goldslick/Seth Fantasy"               | Lyle Workman                        | 0:54    |  |
| 17. | "Soul Finger"                          | The Bar-Kays                        | 2:19    |  |
| 18. | "Funk McLovin"                         | Lyle Workman                        | 3:22    |  |

| CD de bônus do Walmart |                             |                 |         |  |
| N.º                    | Título                      | Artista(s)      | Duração |  |
| 1.                     | "These Eyes"                | The Guess Who   |         |  |
| 2.                     | "Glimpse of Those Warlocks" | Lyle Workman    |         |  |
| 3.                     | "Stranglehold"              | Ted Nugent      |         |  |
| 4.                     | "Why Do I Cry"              | The Remains     |         |  |
| 5.                     | "Bar Fight"                 | Lyle Workman    |         |  |
| 6.                     | "Pork and Beef"             | The Coup        |         |  |
| 7.                     | "Baby Please Don't Go"      | The Amboy Dukes |         |  |
| 8.                     | "Cops Exit Liquor Store"    | Lyle Workman    |         |  |

## Faixas que apareceram no filme, mas não no álbum da trilha sonora
- "Journey to the Center of the Mind" por The Amboy Dukes
- "Ace of Spades" por Motörhead
- "I'm Your Boogie Man" por KC and the Sunshine Band
- "Panama" por Van Halen
- "Are You Man Enough" por The Four Tops
- "Big Poppa" por The Notorious B.I.G.
- "Echoes" por The Rapture
- "My Favorite Mutiny"  por The Coup
- "Chop Chop You're Dead" por Cities In Dust
- "These Eyes" por The Guess Who (feito por Michael Cera)
- "This Is Yr Captain" por C'Mon

## Recepção

### Bilheteria
Superbad estreou em primeiro lugar nas bilheterias dos Estados Unidos, arrecadando US$33,052,411 em seu fim de semana em 2,948 cinemas, com uma média de US$11,212 por cinema. O filme ficou em primeiro lugar na segunda semana, arrecadando US$18,044,369.
O filme faturou US$121,5 milhões nos Estados Unidos e no Canadá e US$48,4 milhões em outros países, totalizando US$169,9 milhões em todo o mundo. Comparado ao orçamento de US$20 milhões, o filme obteve um enorme lucro financeiro, tornando-o a comédia de maior bilheteria doméstica da época (foi superada por 21 Jump Street, filme também estrelado por Hill, em 2012).

### Resposta da crítica
Superbad teve aclamação por parte da crítica especializada. Com uma classificação de 88% em base de 203 críticas, o Rotten Tomatoes publicou um consenso: "Habilmente equilibra a vulgaridade e sinceridade ao colocar seus protagonistas em situações exageradas, Superbad é uma abordagem autêntica sobre amizade e o constrangimento da experiência do ensino médio". No agregador Metacritic, o filme tem um índice de 76/100, baseado em 36 resenhas, indicando "críticas geralmente positivas".
O filme foi listado em #487 na lista dos 500 melhores filmes de todos os tempos da revista Empire.

### Premiações
Ganhou
- Canadian Comedy Awards 2008 – Seth Rogen – Melhor Roteiro. Rogen não pôde comparecer à cerimônia de premiação, mas gravou uma mensagem especial de agradecimento.
- Canadian Comedy Awards 2008 – Michael Cera – Melhor Performance Masculina
- Chicago Film Critics Association Awards 2007 – Michael Cera – Intérprete Mais Promissor
- Austin Film Critics Association Awards 2007 – Michael Cera – Prêmio de Artista Revelação
- Young Hollywood Awards 2008 – Emma Stone – Emocionante Cara Nova

Nomeado
- MTV Movie Awards 2008 – Melhor Filme
- MTV Movie Awards 2008 – Michael Cera, Jonah Hill, Christopher Mintz-Plasse – Revelação
- Prêmio Peabody – Melhor performance de nova comédia
- MTV Movie Awards 2008 – Jonah Hill – Melhor Performance Cômica
- Prêmios Critics' Choice Movie – Melhor filme de comédia
- Prêmios Critics' Choice Movie – Michael Cera – Melhor Ator Jovem
- Empire Awards – Melhor Comédia
- Prémios Teen Choice 2007 – Choice Summer Movie – Comédia/Musical

## Mídia doméstica
Superbad foi lançado via DVD, UMD e Blu-ray em 4 de dezembro de 2007, em duas versões: versão do cinema  (113 minutos) e sem classificação (118 minutos). Os recursos especiais incluem cenas excluídas, um comentário em áudio com elenco e equipe, making-of e uma série de curtas-metragens.

## Livros
Dois livros vinculados ao filme foram publicados pela Newmarket Press:
- Superbad: The Illustrated Moviebook foi publicado em 4 de dezembro de 2007, para coincidir com o lançamento do filme em DVD. Este livro companheiro oficial inclui uma introdução pelo produtor Judd Apatow ; o roteiro completo de Seth Rogen e Evan Goldberg ; comentários de Apatow, Rogen e Goldberg e jornalistas da Rolling Stone, The New York Times e Entertainment Weekly; 56 fotos de filme; "Mr. Vagtastic Guide to Buy Porn;" e 24 desenhos "falográficos" de David Goldberg que os espectadores reconhecerão pelos créditos finais do filme.
- Superbad: The Drawings foi publicado em 14 de fevereiro de 2008. Este livro de capa dura de presente contém 82 desenhos "falográficos" criados por David Goldberg (irmão de Evan Goldberg) para o filme.